# Ivan Ivanov (nuotatore 1979)
Ivan Ivanov (in russo Иван Иванов?; 27 aprile 1979) è un ex nuotatore kirghiso.
Ha partecipato ai Giochi di Sydney 2000, gareggiando in vari eventi di stile libero.